# Langues dans l'Union européenne
Les langues dans l'Union européenne comprennent les 24 langues officielles de l'Union européenne des 27 États membres, ainsi que des langues régionales et des langues minoritaires.

## Politique linguistique
La langue que les Européens parlent contribue à définir ce qu'ils sont. Dans son principe, l'Union européenne respecte ce droit à l'identité des 444 millions de citoyens en 2021. Tout en étant attachée à l'intégration entre ses États membres, l'Union œuvre également pour la liberté de ses peuples de parler et d'écrire leur propre langue. Ces deux objectifs sont complémentaires et incarnent sa devise : « L'Unité dans la diversité ».
L'Union encourage vivement ses citoyens à apprendre d'autres langues européennes, tant pour augmenter la mobilité professionnelle et personnelle que pour favoriser les contacts et la compréhension mutuelle. L'Union soutient également l'utilisation des langues régionales et minoritaires qui, sans compter parmi ses langues officielles, sont parlées par près de 50 millions de personnes et font donc partie intégrante de son patrimoine culturel.

## Langues officielles de l'Union européenne
L'Union européenne, en tant qu'organisation, travaille dans 24 langues officielles (au 1er janvier 2014). Ces langues officielles ne sont pas les langues comptant le plus grand nombre de locuteurs dans l'Union ; il s'agit des langues officielles des États membres.
Selon l'Eurobaromètre spécial numéro 386 de février/mars 2012 intitulé Les Européens et leurs langues,, l'allemand est la langue maternelle la plus parlée dans l'Union avec 79 millions de locuteurs (15,71 % des habitants de l'Union), suivi du français avec 70,4 millions (13,15 %) puis de l'italien avec 63 millions (12,52 %). Le français est la langue étrangère de 7,62 % des citoyens européens (19,71 % langue maternelle plus langue étrangère), suivi par l'allemand avec 6,69 % (22,4 % maternelle plus étrangère).
Entre les plus âgés (plus de 55 ans) et les plus jeunes (entre 15 et 34 ans), la maîtrise de l'anglais en tant que langue étrangère progresse de 12 % à 28 %, celle du français de 6 % à 9 %, de l'allemand de 5 % à 9 %, de l'espagnol de 3 % à 7 %, du russe de 3 % à 2 % et celle de l'italien stagne à 2 %, les autres langues représentant moins de 1 %.
Un nouvel Eurobaromètre réalisé en 2017 montre une évolution de la maîtrise de l'anglais par les Européens ; près de 38 % l'utilisent en tant que langue maternelle (environ 13 %), soit en tant que langue apprise. 
Avec le retrait du Royaume-Uni de l'Union européenne au 31 janvier 2020, la population de l'UE baisse à environ 450 millions de citoyens mais la part de locuteurs anglais de langue maternelle chute à seulement 1 %. Celle-ci constitue toujours une langue officielle de l'Union européenne et une langue de travail, tant que le Conseil de l'Union européenne ne se prononce pas, à l'unanimité, pour la retirer.

## Langues de travail
Les 24 langues de l'UE sont considérées comme des langues de travail. Mais, compte tenu des contraintes budgétaires et administratives, les documents de travail sont généralement traduits uniquement en français, anglais et allemand. Le français est langue officielle et langue de travail des institutions de l'Union européenne conformément au règlement CE no 1/1958 du 6 octobre 1958.

## Connaissances linguistiques des citoyens de l'Union européenne
Le tableau montre, pour chacune des langues, le pourcentage de citoyens affirmant pouvoir tenir une conversation dans cette langue en tant que langue maternelle et en tant que langue secondaire ou langue étrangère (seules les langues ayant un chiffre de plus de 3 % sont affichées).
| Langue      | Pays                                                                                 | Langue maternelle | Langue secondaire | Total de locuteurs |
| ----------- | ------------------------------------------------------------------------------------ | ----------------- | ----------------- | ------------------ |
| Allemand    | Allemagne - Autriche - Belgique - Italie (Province autonome de Bolzano) - Luxembourg | 16 %              | 11 %              | 27 %               |
| Français    | France - Belgique - Italie (région de la Vallée d'Aoste) - Luxembourg                | 14 %              | 12 %              | 26 %               |
| Anglais     | Irlande - Malte                                                                      | 1%                | 41 %              | 42 %               |
| Italien     | Italie - Slovénie (communes de Koper, Piran et Izola) - Croatie (région de l'Istrie) | 13 %              | 3 %               | 16 %               |
| Espagnol    | Espagne                                                                              | 8 %               | 7 %               | 15 %               |
| Polonais    | Pologne                                                                              | 8 %               | 1 %               | 9 %                |
| Russe       | Estonie - Lettonie - Lituanie                                                        | 1 %               | 5 %               | 6 %                |
| Roumain     | Roumanie                                                                             | 5 %               | 0 %               | 5 %                |
| Néerlandais | Pays-Bas - Belgique                                                                  | 4 %               | 1 %               | 5 %                |
| Hongrois    | Hongrie                                                                              | 3 %               | 0 %               | 3 %                |
| Portugais   | Portugal                                                                             | 2 %               | 1 %               | 3 %                |
| Grec        | Grèce - Chypre                                                                       | 2 %               | 1 %               | 3 %                |
| Suédois     | Suède - Finlande                                                                     | 2 %               | 1 %               | 3 %                |
| Tchèque     | République tchèque                                                                   | 2 %               | 1 %               | 3 %                |

Connaissance de l'anglais.
Connaissance de l'allemand.
Connaissance du français.
Connaissance de l'italien.
Connaissance de l'espagnol.

### Connaissance relative du français et de l'allemand

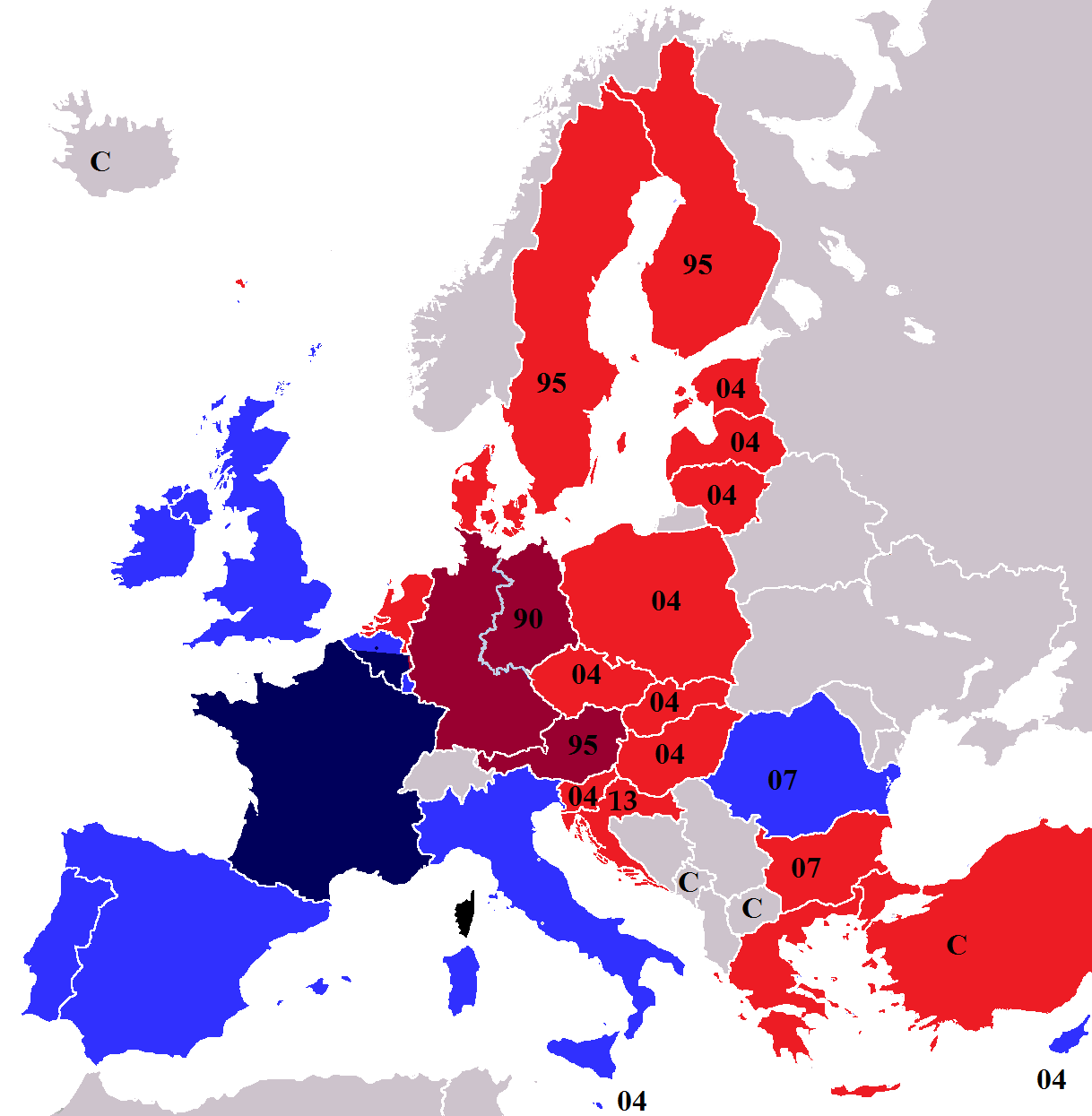
Carte comparant les pays de l'U.E. en fonction de si les habitants connaissent plus le français ou l'allemand.

Les élargissements de l'UE depuis 1990 ont largement favorisé la position de l'Allemagne par rapport à celle de la France. Les seules exceptions sont la Roumanie, Chypre et Malte.

## Langues régionales et minoritaires
Les langues régionales et minoritaires peuvent être présentées en plusieurs catégories :
- les langues propres à une région d'un État membre, comme le frison oriental, le frison septentrional, le ligure, le gallois, le sarde, les langues régionales ou minoritaires de France, les langues régionales ou minoritaires d'Allemagne,

- les langues propres à une partie de plusieurs États membres, comme le galicien, le basque, le catalan, le frison occidental,

- les langues parlées par une minorité dans un État membre, mais qui ont le statut de langue officielle dans un autre, comme l'allemand dans le sud du Danemark, le français dans le Vallée d'Aoste, le hongrois en Slovaquie et en Roumanie, le suédois en Finlande,

- la langue russe qui est parlée dans l'est de l'Union européenne, notamment dans les pays baltes qui comptent un nombre important de russophones,

- les langues qui ne sont pas associées à un territoire précis, comme celles des communautés roms et juives, ou encore l'arménien. Dans cette catégorie peut aussi entrer l'espéranto, langue internationale construite, imaginée en Europe orientale à la fin du XIXe siècle.

Lancé en 1992, le projet de recherche Euromosaic entend élaborer un diagnostic de la situation linguistique en Europe, en proposant un état des lieux précis, par langue et par pays, des langues régionales et minoritaires.

## Langues de l'Union européenne par famille de langues
Les langues de l'Union européenne appartiennent dans leur grande majorité à la famille des langues indo-européennes (environ 420 millions de locuteurs dans l'UE après le Brexit).
Viennent ensuite les langues de la famille des langues finno-ougriennes (environ 20 millions de locuteurs) qui comprennent l'estonien, le finnois et le hongrois.
Les langues chamito-sémitiques sont représentées par un seul langue officielle dans l'Union européenne, le maltais (400 000 de locuteurs).
Enfin les isolats dont fait partie le basque (1 million de locuteurs).
Concernant les États dont le processus d'adhésion à l'Union européenne est en cours (Albanie, Bosnie-Herzégovine, Macédoine, Monténégro, Serbie et Turquie), les langues concernées appartiennent :
- aux langues indo-européennes pour l'albanais, le kurde (aucun statut officiel), le serbe (et les langues serbo-croates intercompréhensibles que sont le bosnien et le monténégrin) et le macédonien ;
- aux langues altaïques pour le turc (80 millions de locuteurs).

## Sources

## Compléments